# Fort Shirley
Fort Shirley – historyczny fort, którego budowa rozpoczęła się w 1765 roku, znajdujący się w północno-zachodniej części należącej do karaibskich Wysp Nawietrznych Dominiki, na terenie założonego w 1986 roku Parku Narodowego Cabrits.
Od 2015 roku budowla figuruje na dominickiej liście informacyjnej – liście obiektów rozważanych do zgłoszenia na listę światowego dziedzictwa UNESCO. Kryteria, na podstawie których fort może zostać wpisany na listę, to kryteria kulturowe II i IV.

## Lokalizacja
Fort Shirley znajduje się w północno-zachodniej części Dominiki, na północ od centrum miasta Portsmouth w jednostce administracyjnej Saint John Parish, na Półwyspie Cabrits o powierzchni 313 akrów (znanym również jako Prince Rupert’s Head), który oblewają wody niewielkich zatok Morza Karaibskiego: Prince Rupert’s Bay oraz Douglas Bay.

## Historia

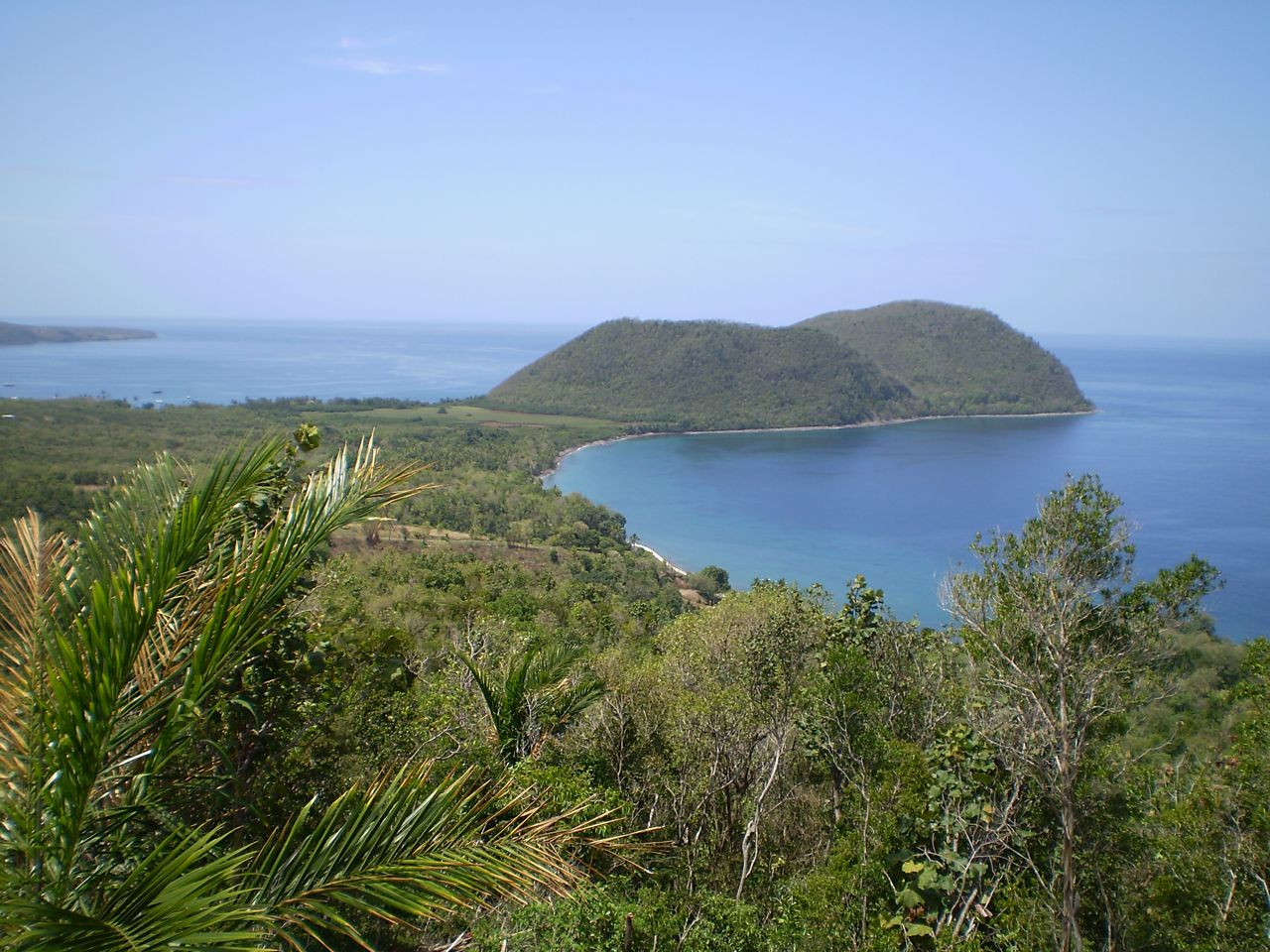
Widok na Półwysep Cabrits (2010)

Budowa fortu obronnego na północno-zachodnim wybrzeżu Dominiki rozpoczęła się w 1765 roku z inicjatywy Brytyjczyków. Wzniesiona na dnie krateru dawnego wulkanu budowla stanowiła element sieci brytyjskich fortyfikacji we wschodniej części Karaibów, do których należały również m.in. Fort George na Grenadzie, Fort Duvernette na Saint Vincent i Grenadynach oraz Fort Rodney na Saint Lucia. Fort Shirley na Dominice zaprojektowali brytyjscy inżynierowie królewscy Fraser i Bruce, a budowla została wzniesiona popularnym w tym okresie stylu georgiańskim.
W latach 1778–1784 fort był rozbudowywany przez okupujących Dominikę Francuzów, w następnych latach wyspa ponownie była kolonią brytyjską, a próby jej podbicia przez francuską flotę w latach 1795 i 1805 nie powiodły się. W latach 90. XVIII wieku miały również miejsce kolejne prace związane z przebudową obiektu; do końca tego stulecia w wyniku prac przeprowadzonych przez Brytyjczyków i Francuzów powstał kompleks obejmujący fort, siedem baterii dział, siedem cystern, prochownię, magazyny amunicji, piekarnię, kuźnię oraz koszary i kwatery oficerskie mogące pomieścić ponad 600 żołnierzy w regularnej służbie oraz personel pomocniczy złożony z rzemieślników i niewolników.

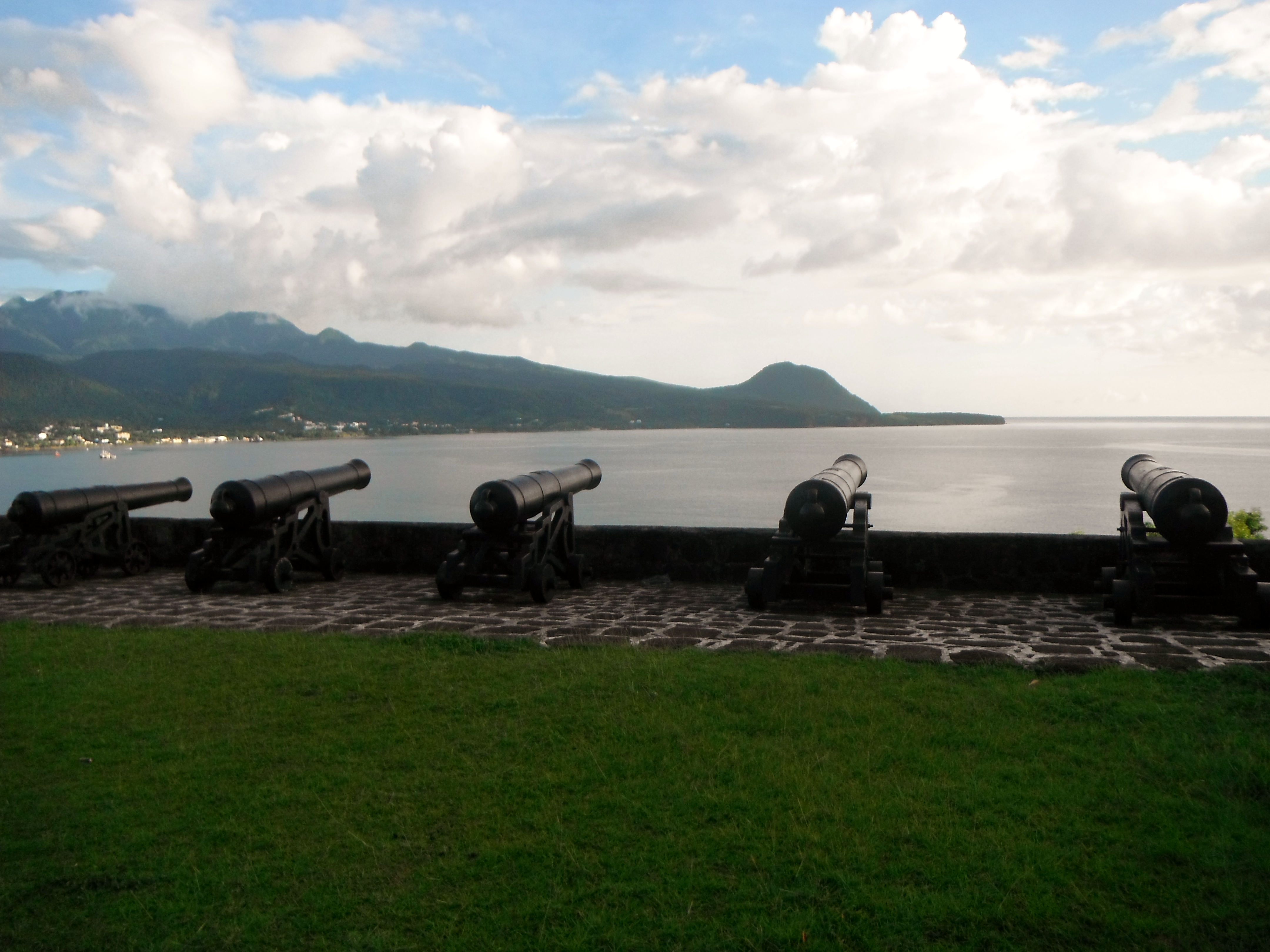
Działa oraz widok z Fort Shirley na zatokę Prince Rupert’s Bay (2011)

W 1802 roku na terenie fortu wybuchł bunt afrykańskich żołnierzy-niewolników ze stacjonującego na wyspie 8th West India Regiment. W proteście przeciwko panującym w Fort Shirley warunkom i w obawie przed wysłaniem z powrotem do pracy na plantacjach trzciny cukrowej, żołnierze ci przejęli garnizon na trzy dni, a ich czyn miał wpływ na uchwalenie w 1807 roku prawa, na mocy którego wszyscy żołnierze-niewolnicy w Imperium Brytyjskim zostali wyzwoleni.
W połowie XIX wieku fort przestał być użytkowany, a w 1854 roku został ostatecznie opuszczony. Pozostał jednak własnością brytyjskiej admiralicji do roku 1901, kiedy to został przekazany rządowi Dominiki jako domena królewska (ang. Crown Land). Teren fortu czasem był wykorzystywany rolniczo oraz jako miejsce odbywania kwarantann.
W 1986 roku Fort Shirley stał się częścią Parku Narodowego Cabrits ustanowionego na podstawie National Parks and Protected Areas Act z 1975 roku. W 1982 roku z inicjatywy dominickiego historyka i antropologa, dr. Lennoxa Honychurcha, rozpoczęły się prace nad renowacją kompleksu. Do 2015 roku przy współfinansowaniu ze środków Unii Europejskiej, Chińskiej Republiki Ludowej i Boliwariańskiej Republiki Wenezueli odrestaurowane zostały kwatery oficerskie – które stały się miejscem organizacji przyjęć, wykładów, koncertów i innych wydarzeń kulturalnych – koszary, prochownia, magazyn uzbrojenia, wartownia oraz wały, wytyczono ścieżki spacerowe oraz otwarto edukacyjne centrum Cabrits Heritage and Ecology Centre.